# Montfalcó d'Agramunt
Montfalcó d'Agramunt es una localidad perteneciente al municipio de Ossó de Sió, en la provincia de Lérida, comunidad autónoma de Cataluña, España. En 2020 contaba con 31 habitantes.

## Historia
Hacia mediados del siglo XIX, el lugar tenía contabilizada una población de 48 habitantes. Aparece descrito en el decimoprimer volumen del Diccionario geográfico-estadístico-histórico de España y sus posesiones de Ultramar de Pascual Madoz de la siguiente manera:

MONFALCÓ DE AGRAMUNT: l. agregado al distrito municipal de Ossó (2/3 leg.), en la prov. de Lérida (6), part. jud. de Cervera (2 2/3), aud. terr. y c. g. de Cataluña (Barcelona 17 1/2), dióc. de Seo de Urgel (18). sit. en una pequeña altura inmediato al r. Sio, donde la combaten los vientos del N., y su clima es frio. Consta de 8 casas y una igl. parr. (Ntra. Sra. de Agosto), cuyo curato es de primer ascenso, servido por un rector. Confina el térm. por el N. con Castellnou de Monfalcó; E. Ossó; S. Ribé, y O. con Agramunt. El terreno es de regular calidad, y una gran parte de regadio por las aguas del Sió, que cruza por dentro del térm., por el cual cruzan los caminos de Agramunt y Cervera: reciben la correspondencia de esta última c. por encargado que tiene en la misma, recogiendo la suya los interesados cuando pasan al mercado de la misma 2 veces cada semana. prod.: trigo, cebada, centeno, escaña, patatas y hortalizas; cria ganado lanar, y hay caza considerable de perdices y algunos conejos. pobl.: 8 vec., 48 almas. riqueza imp.: 18,503 rs. contr.: el 14'48 por 100 de esta riqueza.
(Madoz, 1848, p. 497)